# Rodonyà
Rodonyà és un municipi de la comarca de l'Alt Camp.
Està situat al sud-est de la comarca, al límit amb el Baix Penedès, a l'esquerra del riu Gaià, al costat del Montmell.
Forma part també del terme municipal una part de l'entitat de població la Pineda de Santa Cristina.

## Geografia
- Llista de topònims de Rodonyà (Orografia: muntanyes, serres, collades, indrets..; hidrografia: rius, fonts...; edificis: cases, masies, esglésies, etc).

## Història
El castell de Rodonyà sembla que existia ja el 1214, però la primera notícia documentada data del 1310, amb motiu de la compra de Vilabella i del feu de Rodonyà per part de Guillem de Rocabertí, arquebisbe de Tarragona, a Bernat de Centelles. L'any 1409 passà a mans dels senyors de Tamarit.
Va formar part de la Vegueria de Vilafranca del Penedès fins al 1716. Després va formar part del Corregiment de Vilafranca del Penedès des del 1716 fins al 1833.
L'any 1721 s'hi instal·là un destacament de Mossos d'Esquadra que, juntament amb el de la Selva del Camp, fou dels últims a desaparèixer.
Els darrers senyors de la Baronia de Rodonyà foren els Vilallonga, també senyors d'Estaràs, que l'any 1868 vengueren el castell i tots els seus béns. A finals del segle passat, el castell fou comprat per un veí del poble i més tard passà a ser propietat de l'Ajuntament. En breu, està previst que s'iniciï la seva rehabilitació per reconstruir les estances tal com eren antigament.
També s'explica que Sant Francesc d'Assís hi va fer nit quan es dirigia cap a Santiago de Compostel·la a fer pelegrinatge.

## Dades econòmiques
El 1970 la seva renda anual mitjana per capita era de 58.986 pessetes (354,51 euros).
El 1983 el terme municipal de Rodonyà comptava amb unes 26 explotacions agràries d'entre 0 i 5 hectàrees, unes 74 d'entre 5 i 50 hectàrees i 1 explotació d'entre 50 i 200 hectàrees.

## Demografia
| 1497 f | 1515 f | 1553 f | 1717 | 1787 | 1857 | 1877 | 1887 | 1900 | 1910 |
| ------ | ------ | ------ | ---- | ---- | ---- | ---- | ---- | ---- | ---- |
| -      | 11     | 15     | 198  | 293  | 686  | 776  | 884  | 912  | 784  |

| 1920 | 1930 | 1940 | 1950 | 1960 | 1970 | 1981 | 1990 | 1992 | 1994 |
| ---- | ---- | ---- | ---- | ---- | ---- | ---- | ---- | ---- | ---- |
| 751  | 745  | 634  | 568  | 509  | 431  | 385  | 353  | 367  | 367  |

| 1996 | 1998 | 2000 | 2002 | 2004 | 2006 | 2008 | 2010 | 2012 | 2014 |
| ---- | ---- | ---- | ---- | ---- | ---- | ---- | ---- | ---- | ---- |
| 384  | 396  | 420  | 437  | 455  | 474  | 520  | 527  | 508  | 513  |

| 2016 | 2018 | 2020 | 2022 | 2024 | 2026 | 2028 | 2030 | 2032 | 2034 |
| ---- | ---- | ---- | ---- | ---- | ---- | ---- | ---- | ---- | ---- |
| 492  | 480  | 494  | 506  | 521  | -    | -    | -    | -    | -    |

## Llocs d'interès
- Casa Consistorial.
- Castell de Rodonyà. Un dels edificis més emblemàtics. Actualment, d'aquest castell es conserva el bloc quadrangular de les quatre parets principals, coronades de merlets, amb una porta adovellada. A l'interior es conserven algunes parets i arcs; a l'exterior, un tros de muralla i la porta que dona al pati d'entrada; i, al soterrani, unes mines.
- Església de Sant Joan Baptista. Al bell mig del poble es troba l'església parroquial, dedicada a Sant Joan Baptista, construïda al tercer quart del segle xviii, d'estil neoclàssic. El campanar és de planta quadrada i acabat en una torre octogonal.
- Casa de Cultura - Biblioteca Municipal.
- Plaça Major.
- Plaça del Castell.
- Escola CEIP "Les Comes".
- EEI Municipal.
- Poliesportiu Municipal.
- Sala del Teatre i Cafè (Local Social).

## Festes i tradicions
- Festa Major d'hivern, el dissabte i diumenge després del dia 20 de gener, celebració de Sant Sebastià.
- Festa Major d'estiu, el dissabte i diumenge després del dia 29 d'agost, celebració del martiri de Sant Joan Baptista. És tradicional d'aquesta festa el pa beneït. La celebració hauria de ser el 24 de juny, però temps enrere es va canviar quan al poble hi predominava el cultiu de blat i aquesta coincidia amb el temps de sega. És probable que la data es torni a modificar per tornar a posar la festa al dia que pertoca, ja que a més a més ara coincideix amb el temps de verema, cultiu predominant actualment al poble.

- Sant Jordi, el dia 23 d'abril es venen llibres i roses davant de l'Ajuntament.
- Ball parlat del degollament de Sant Joan Baptista de Rodonyà. L'any 2013 es va recuperar la representació d'aquest ball parlat després de gairebé 100 anys sense ser representat. La representació es fa el dia 29 de juny, o el diumenge més proper, a la plaça Major del poble.

### Esdeveniments culturals
- Biennal Literària: Certamen literari que organitza la "Casa de Cultura" i que té lloc cada dos anys.

## Entitats i associacions
- Col·lectiu de Dones
- Societat de Caçadors de Sant Isidre
- Cooperativa Agrícola i Caixa Agrària S.C.L.

## Mitjans de comunicació
Des del 2004 fins al 2006 va emetre el canal TV Rodonyà.
A partir de les concessions de TDT, a Rodonyà se li va adjudicar una llicència dins del múltiplex dels municipis del Tarragonès, Alt Camp i Conca de Barberà. Però a l'hora de formar el consorci, Rodonyà va desistir d'entrar-hi.